# Leonid Petrovič Teljatnikov
Leonid Petrovič Teljatnikov (in russo Леони́д Петро́вич Теля́тников?; in ucraino Леонід Петрович Телятніков?, Leonid Petrovyč Teljatnikov; Vvedenka, 25 gennaio 1951 – Kiev, 20 maggio 2004) è stato un militare e vigile del fuoco sovietico di origini kazake.
Capo dei vigili del fuoco della centrale nucleare di Černobyl', guidò la sua squadra verso il reattore 4, nella notte del disastro di Černobyl', il 26 aprile 1986.

## Biografia

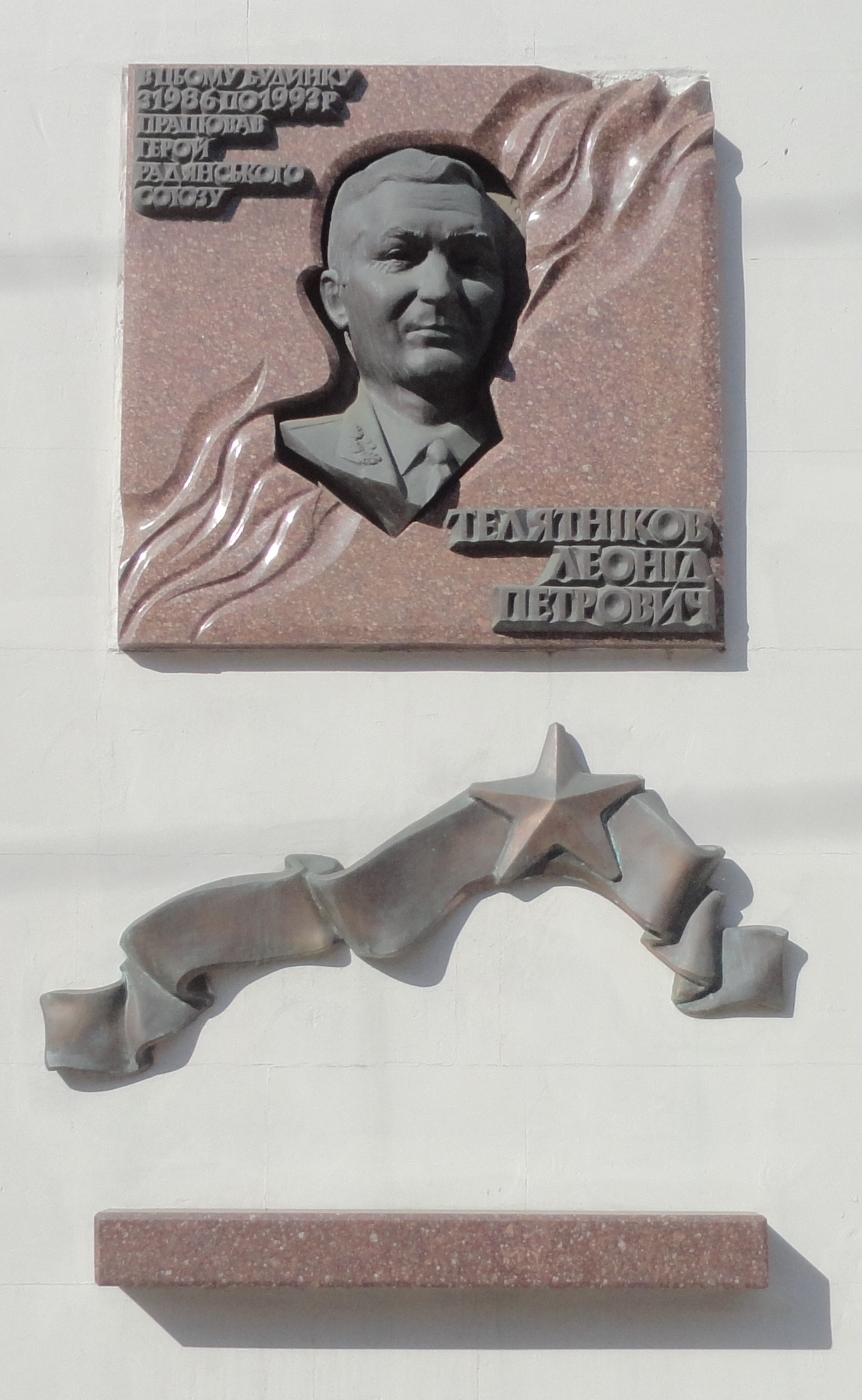
Memoriale dedicato a Leonid Petrovič Teljatnikov, cimitero di Baykove, Kiev

Leonid Petrovič Teljatnikov nacque il 25 gennaio 1951 nel villaggio di Vvedenka, regione di Qostanay, RSS Kazaka. Dopo la laurea, ha lavorato come elettricista in un impianto di riparazione auto. Nel 1968 entrò nella scuola di tecnici antincendio nella città di Sverdlovs'k. Si diplomò alla Higher Fire Engineering School di Mosca. Entrato nei vigili del fuoco, per diversi anni ha lavorato nel Kustanai e dal 1982 a Kiev. Nel 1983 è stato nominato capo della caserma dei pompieri n.2 per la protezione della centrale nucleare di Černobyl'. Specialista di prima classe.

La notte del 26 aprile 1986 Leonid era il maggiore esponente del servizio interno, insieme ad altri vigili del fuoco (V. Ignatenko, V. Kibenok, V. Pravik e altri). Ha partecipato all'estinzione dell'incendio nelle prime ore dopo l'incidente nella centrale nucleare di Černobyl'. Nonostante i pericoli radiologici, non avevano né respiratori né dosimetri funzionanti. Teljatnikov e i suoi subordinati salirono più di una volta sul tetto gravemente danneggiato e fortemente contaminato dalle radiazioni dell'unità reattore 4 per evitare che gli incendi si propagassero e mettessero in pericolo l'unità 3 del reattore. Durante l'estinzione dell'incendio ricevette un'alta dose di radiazioni. Dai risultati di un esame del sangue è stato stimato che ha ricevuto 4 gray di radiazioni.
(A. M. Zhores, L'eredità di Chernobyl, W. W. Norton & Company, 1990)
Dall'autunno del 1986, ha vissuto e lavorato a Kiev. Dopo aver subito le cure, ha continuato a prestare servizio nelle truppe interne del Ministero degli affari interni dell'URSS, dopo il crollo dell'Unione Sovietica, nelle truppe interne dell'Ucraina. Nel 1995, con il grado di Maggiore Generale del Servizio Interno, si ritirò. Dal 1998 diresse la Volunteer Fire Society di Kiev.
Morì di neoplasia all'età di 53 anni. La sua morte è stata attribuita all'esposizione alle radiazioni ionizzanti. Il 25 aprile 2006, in occasione del ventesimo anniversario del disastro di Černobyl', gli è stato dedicato un monumento nel cimitero di Baykove a Kiev, dove è sepolto.

## Onorificenze
Nel 1986 Teljatnikov è stato nominato un eroe dell'Unione Sovietica.